# Bosmont-sur-Serre
Bosmont-sur-Serre es una comuna francesa, situada en el departamento de Aisne, de la región de Alta Francia.

## Demografía
| 309 | 313 | 270 | 251 | 197 | 190 | 206 | 198 |
| Para los censos de 1962 a 1999 la población legal corresponde a la población sin duplicidades (Fuente: INSEE [Consultar]) |     |     |     |     |     |     |     |